# Montagut (ort i Spanien)
Montagut är en ort i Spanien.   Den ligger i provinsen Província de Girona och regionen Katalonien, i den östra delen av landet, 600 km öster om huvudstaden Madrid. Montagut ligger 278 meter över havet och antalet invånare är 874.
Terrängen runt Montagut är huvudsakligen kuperad. Montagut ligger nere i en dal. Runt Montagut är det glesbefolkat, med 9 invånare per kvadratkilometer. Närmaste större samhälle är Olot, 10,3 km sydväst om Montagut. I omgivningarna runt Montagut växer i huvudsak blandskog.